# Aïn El Hadid
Aïn El Hadid è un comune dell'Algeria, situato nella provincia di Tiaret.